# Popstars 1
Popstars 1 was het eerste seizoen van het van oorsprong Engelse televisietalentenjachtprogramma Popstars.
Het was in Nederland vanaf 22 augustus 2008 op SBS6 te zien en werd gepresenteerd door Nance Coolen en Gerard Joling. De jury bestond uit Henkjan Smits, Patricia Paay en Maurice Wijnen.
De auditierondes werden in het voor de zomer van 2008 gehouden. Na de audities kwamen de kandidaten terecht in de theaterronde. Uiteindelijk bleven er 10 kandidaten over die naar de liveshows mochten.
In de finale stonden uiteindelijk de 5 overgebleven kandidaten. De jury maakte toen ook bekend uit hoeveel leden de groep zou bestaan. Uiteindelijk wisten Brandi Russell, Steffie Zoontjes en Deon Leon de meeste stemmen te behalen om deel te mogen nemen aan RED!. RED! won een platencontract bij Warner Music. REDs debuutsingle Step Into The Light kwam beschikbaar voor download meteen na de finale en de cd op 22 augustus.
De regie van de liveshows was in handen van Marnix Kaart. De auditieshows en vervolgrondes werden geregisseerd en gemonteerd door Martijn Nieman, die dat opvallend genoeg ook bij concurrent RTL voor Idols 1, 2, 3, 4 en X Factor 1 deed.

## Eliminatielijst
| Liveshows |                        |            |            |            |            |            |            |           |           |           |           |           |           |           |           |
| Week:     | Week:                  | 31/10      | 7/11       | 21/11      | 28/11      | 5/12       | 19/12      |           |           |           |           |           |           |           |           |
| Plek      | Finalisten             | Resultaat  | Resultaat  | Resultaat  | Resultaat  | Resultaat  | Resultaat  | Resultaat | Resultaat | Resultaat | Resultaat | Resultaat | Resultaat | Resultaat | Resultaat |
| 1         | Brandi Russell (26)    |            |            |            |            |            | Winnaar    |           |           |           |           |           |           |           |           |
| 2         | Steffie Zoontjes (18)  |            |            | Sing-off   |            |            | Winnaar    |           |           |           |           |           |           |           |           |
| 3         | Déon Leon (18)         |            |            |            | Sing-off   |            | Winnaar    |           |           |           |           |           |           |           |           |
| 4         | Norman Ramazan (24)    |            |            |            |            | Sing-off   | Eliminatie |           |           |           |           |           |           |           |           |
| 5         | Sidney McWood (17)     |            | Sing-off   |            |            | Sing-off   | Eliminatie |           |           |           |           |           |           |           |           |
| 6         | Floor Krijnen (18)     |            | Sing-off   | Sing-off   | Sing-off   | Eliminatie |            |           |           |           |           |           |           |           |           |
| 7         | Rebecca Schouw (27)    |            |            |            | Eliminatie |            |            |           |           |           |           |           |           |           |           |
| 8         | Naomi Reingoud (24)    |            |            | Eliminatie |            |            |            |           |           |           |           |           |           |           |           |
| 9         | Nathalie Mensinga (21) |            | Eliminatie |            |            |            |            |           |           |           |           |           |           |           |           |
| 10        | Ruben Thurnim (33)     | Eliminatie |            |            |            |            |            |           |           |           |           |           |           |           |           |

Legenda
| – | Vrouw      |
| – | Man        |
| – | Sing-off   |
| – | Eliminatie |
| – | Winnaar    |

## Bijzonderheden
- Vanaf liveshow 2 was er de sing-off: de drie kandidaten met de minste stemmen moesten zich opnieuw bewijzen. Ze deden eerst opnieuw het nummer dat ze in de liveshow hadden gezongen, en vervolgens moesten ze een nieuw nummer zingen. De jury kende hiervoor weer punten toe en dit werd gecombineerd met de stemmen van het publiek. Het gemiddelde bepaalde welke kandidaat naar huis moest.
- Vanaf liveshow 2 werd "de rode knop" geïntroduceerd. Als een optreden van een kandidaat unaniem slecht werd gevonden door de jury, werd er op een rode knop gedrukt, waardoor het optreden van de kandidaat werd stopgezet en de kandidaat als cijfer een vier kreeg.
- Kandidaat Ruben Thurnim deed ook mee aan een andere talentenjacht: X Factor. Daar kwam hij niet verder dan de tweede liveshow.
- Kandidaat Norman deed mee aan de Duitse versie van Popstars, waar hij tweede werd.
- Er werd voor het eerst op de rode knop gedrukt in liveshow 2, toen Sidney het nummer Je hoeft niet naar huis vannacht van Marco Borsato zong.
- Brandi Russell was de enige kandidaat die niet in de sing-off hoefde te staan.
- Uiteindelijk waren Brandi Russell en Steffie de enige twee kandidaten die het cijfer 10 toegewezen kregen.